# Strychnos nux-vomica
La nuez vómica, Strychnos nux-vomica es una especie del género Strychnos de las Loganiáceas.

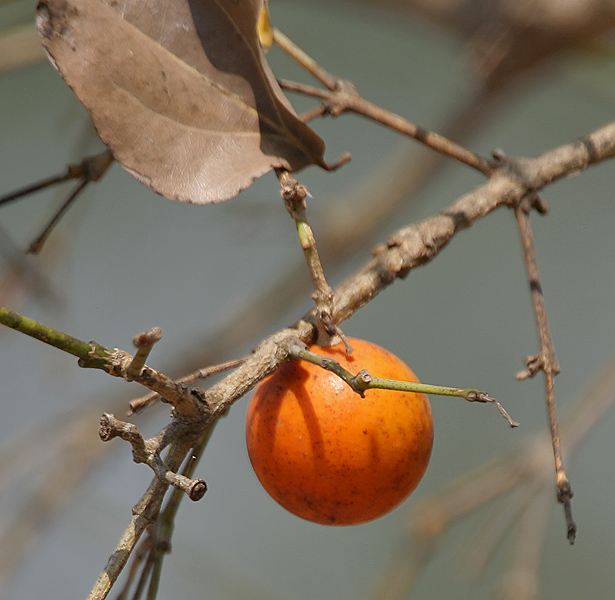
Fruto

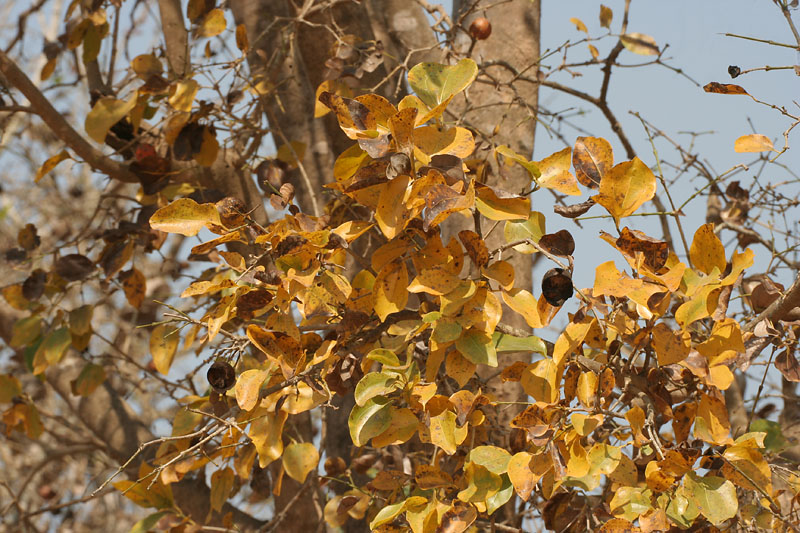
Hojas

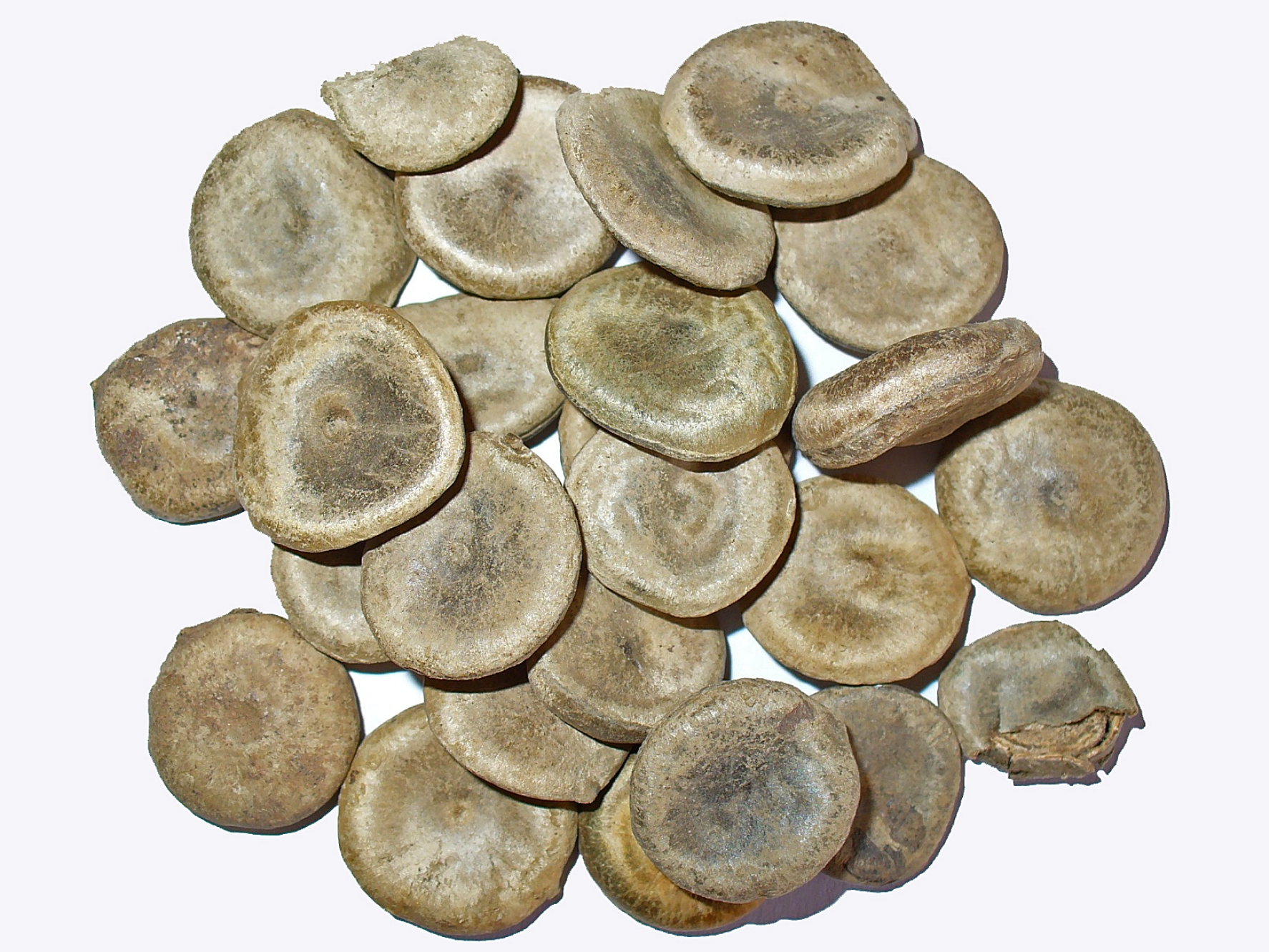
Semillas

## Descripción

### Planta (árbol)
El nux vomica común crece como un árbol caducifolio de hoja perenne que suele alcanzar los 25 metros de altura. Tiene una corteza de color gris-negro a gris-amarillento, que se vuelve finamente verrugosa con la edad. Las ramitas, de color parduzco, se bifurcan repetidamente y llevan hojas coriáceas y pecioladas, opuestas, lisas, brillantes y de color verde oscuro que se vuelven verde pálido por debajo. Las hojas miden unos 5-18 × 4-12,5 cm, son de elípticas a ovadas u obovadas, los márgenes de las hojas son enteros, el extremo es redondeado o puntiagudo a acuminado. El limbo es finamente velloso en el envés, las venas tienen de tres a cinco dientes y son de color blanquecino a verde claro. No tiene estípulas.
Las inflorescencias son terminales o axilares, tirsos sueltos o panículas en paraguas. Las flores fragantes, de color blanco verdoso a blanco, hermafroditas y de pecíolo corto, miden alrededor de 1,3 cm de largo, tienen cinco pétalos y pecíolo, con lóbulos de la corola más cortos y extendidos. El tubo de la corola es glabro por fuera y más o menos velloso en la base por dentro. El cáliz, corto, verde y de pelos finos, tiene cinco puntas ovoides y puntiagudas. El ovario bicameral es superior con un estilo largo y saliente con un estigma bilobulado. Los estambres, ligeramente salientes y muy cortos, se sitúan en la faringe. Los nectarios están presentes.
El fruto del árbol de la nux vomica es verde al principio, rojo anaranjado cuando madura, de 3-6 cm de tamaño, bayas lisas y redondeadas con una piel fina, fácil de romper, dura y seca, cuya pulpa blanquecina, de sabor amargo pero comestible y gelatinosa y pegajosa, suele contener (1)2 a 4(6) semillas en forma de botón, casi planas y pubescentes.

### Semillas
La semilla de nux vomica (Semen Strychni, también conocido como Nux vomica, Nux Metella, Semen Nucis vomica, Semen Strichni) también se conoce como ojo de gallo o nux vomica. Las semillas, muy venenosas, con forma de disco y finamente vellosas (los pelos desaparecen durante el almacenamiento), tienen un tamaño de 1,5-3 cm y un grosor de 4-6 mm, y pesan alrededor de 1,2-2,4 g. La cáscara gris-verdosa-marronácea de la semilla es extremadamente dura y está sometida a fuertes tensiones. Cuando cambia el tiempo, sobre todo si es húmedo, las semillas de nux vomica se abren explosivamente por los lados largos y germinan. Son inodoras, pero tienen un sabor muy amargo y acre, nauseabundo.

### Cromosomas
Número de cromosomas
El número de cromosomas es 2n = 24 o 44.

## Distribución y hábitat
Bosques tropicales del Sudeste Asiático: Ceilán, India, Birmania, Tailandia, Vietnam, Malasia, Laos, Camboya y norte de Australia.

## Historia
La nuez vómica fue conocida en Europa en el siglo XVI y se vendió en Inglaterra en tiempos de John Parkinson (1640) como veneno para animales. La estricnina se aisló en 1817 y la brucina en 1819.

## Taxonomía
Strychnos nux-vomica fue descrita por Carlos Linneo y publicado en Species Plantarum 1: 189. 1753.
Sinonimia
- Strychnos nux-vomica var. oligosperma Dop;
- Strychnos spireana Dop.[2]

## Importancia económica y cultural

### Principales activos de la nuez vómica
- Alcaloides indólicos (1-5%), muy amargos, destacando la estricnina (40-50% de los alcaloides totales), iso-estricnina, brucina (45%) e isobrucina (1,55%).[3]
- Glucósido: loganina (meniantina).
- Ácidos clorogénico y málico.
- Alcoholes terpénicos.
- Sales silícicas.

### Efectos
- Efectos por el contenido en alcaloides: amargo-eupéptico, estimulante de la secreción cloropéptica y de la motilidad gástrica, a dosis bajas; estimulante del sistema nervioso, especialmente a nivel medular; afrodisíaco, con acción a nivel lumbosacro.
- Efectos de la estricnina: excitante del centro vasomotor, con aumento de la presión arterial, a dosis débiles; estimulante de la fuerza contráctil del miocardio, a dosis débiles; antagonista del sueño y de los barbitúricos.

### Aplicaciones
Astenia, astenia sexual; dispepsias hipo secretoras; hipotensión arterial, arritmia extrasistólica; depresión respiratoria, incontinencia urinaria, enuresis nocturna; carminativo para rumiantes. Por su alta toxicidad es abortiva e infertilizante.

## Toxicidad
La estricnina es un estimulante medular, produciendo hiperreflexia y convulsiones. La intoxicación se manifiesta con hipertensión y bradicardia. Puede producir muerte por asfixia, debida a la contracción de los músculos del tórax y diafragma. La dosis mortal es aproximadamente de 1 mg/kg de peso.

### Observaciones
Dada la toxicidad de la droga, ya no se usa terapéuticamente. 
Industrialmente se usa para la obtención de estricnina, sustancia base en la elaboración de venenos para ratones.

## Nombres comunes
- angostura falsa, higuillo de la India, leño colubrino, matacán de la India, mataperros de la India, nuez vómica.[5]